# José Luis Calva
José Luis Calva Zepeda (Mexikóváros, 1969. június 20. – Mexikóváros, 2007. december 11.), mexikói író és sorozatgyilkos. 2007-ben több ember (köztük barátnője) meggyilkolásával és kannibalizmussal vádolták. 

## Élete
Calvanak traumatikus gyermekkora  volt. Két éves volt mikor apja meghalt és többször konfliktusba keveredett a anyjával és több nevelőapjával is. Hét éves korában megerőszakolta őt testvérének a 16 éves barátja. 
1996-ban megnősült és két gyermeke született. Később elváltak, és volt felesége a lányaikkal együtt az Egyesült Államokba költözött, ami miatt Calva mély depresszióba süllyedt. 
2007 októberében a szövetségi nyomozók házkutatást tartottak Calva otthonába, mert úgy gyanították, hogy az író felelős barátnője, Alejandra Galeana eltűnéséért, akit utoljára október 6-án láttak. A nyomok szerint Calva citrommal és fűszerekkel "ízesített" emberi húst fogyasztott. A rendőrök elől menekülve kiugrott az ablakon ami miatt súlyosan megsérült, így végül elfogták. Lakásában serpenyőben főtt emberhús és emberi csontokat is találtak. Calva a gyanú szerint megölte korábbi élettársát is, akit meztelenül az autó csomagtartójába zárt, majd elvágta a torkát. Egy ember, aki elmondása szerint homoszexuális kapcsolat állt Calva-val, bevallotta, hogy segített neki egyik barátnője meggyilkolásában és Calva több prostituáltat is megölt. A férfit börtönbüntetésre ítélték. A nyomozás során fény derült arra is, hogy Calva bántalmazta és szexuális abbérációkra kényszerítette egy másik ex-barátnőjét, Olga Livia 23 éves angoltanárt.
Befejezetlenül maradt regényének elején Anthony Hopkins által megformált Hannibal Lecterről látható rajz volt,  A bárányok hallgatnak című filmből.

## Halála
2007. december 11-én kora reggel Calva, 06:00 és 6:30 között öngyilkosságot követett el, az övével felakasztotta magát. 

## Fordítás
- Ez a szócikk részben vagy egészben  a   José Luis Calva című angol Wikipédia-szócikk fordításán alapul.  Az eredeti cikk szerkesztőit annak laptörténete sorolja fel. Ez a jelzés csupán a megfogalmazás eredetét és a szerzői jogokat jelzi, nem szolgál a cikkben szereplő információk forrásmegjelöléseként.
- Ez a szócikk részben vagy egészben  a   José Luis Calva Zepeda című spanyol Wikipédia-szócikk fordításán alapul.  Az eredeti cikk szerkesztőit annak laptörténete sorolja fel. Ez a jelzés csupán a megfogalmazás eredetét és a szerzői jogokat jelzi, nem szolgál a cikkben szereplő információk forrásmegjelöléseként.